# Camille Dimmer
Camille Dimmer (* 20. April 1939 in Clerf; † 20. September 2023) war ein luxemburgischer Fußballspieler und Politiker.

## Karriere als Fußballspieler
Dimmer begann in seinem Heimatort Clerf beim dortigen Fußballverein Claravallis Clervaux mit dem Fußballspielen. Bereits im Alter von 18 Jahren debütierte er im WM-Qualifikationsspiel gegen Österreich (0:3) in der Luxemburgischen Nationalmannschaft. 1959 ging der angehende Diplom-Ingenieur nach Belgien zum RSC Anderlecht. Dort wurde er in der Reservemannschaft eingesetzt. Nach einem Jahr zog er weiter zum damaligen Drittligisten RFC Crossing Molenbeek, mit dem er 1962 in die Division 2 aufstieg.
Im Rückspiel des Viertelfinals der Europameisterschaft 1964 erzielte Dimmer am 30. Oktober 1963 im Rotterdamer Stadion De Kuip beim 2:1-Sieg Luxemburgs beide Tore für die Roten Löwen, die damit ins Halbfinale einzogen. Knapp ein Jahr später beendete er mit dem WM-Qualifikationsspiel gegen Frankreich (0:2) seine Karriere in der Nationalmannschaft. Insgesamt bestritt er 19 A-Länderspiele für Luxemburg, in denen er acht Tore erzielte.
Nach Abschluss seines Studiums fand er eine feste Anstellung in seiner Heimat und spielte von 1966 bis 1971 bei den Red Boys Differdingen.

## Politische Laufbahn
Nach seiner sportlichen Karriere ging Camille Dimmer in der Politik und trat der Christlich Sozialen Volkspartei (CSV) bei. 1984 wurde er in die Abgeordnetenkammer gewählt und blieb bis 1994 im Amt. In dieser Zeit war er auch stellvertretendes Mitglied der Parlamentarischen Versammlung des Europarates.
Von 1990 bis 1995 bekleidete er den Posten des Generalsekretärs der CSV. Nach seinem Ausscheiden aus dem Parlament wurde er zum Ehrenmitglied ernannt und war Präsident des Verbandes ehemaliger Abgeordneter.
Er verstarb am 20. September 2023.